# Frank Lewis (giocatore di football americano)
Frank Douglas Lewis (Houma, 4 luglio 1947) è un ex giocatore di football americano statunitense che ha giocato nel ruolo di wide receiver con i Pittsburgh Steelers e i Buffalo Bills della National Football League (NFL).

## Carriera professionistica
Lewis fu scelto dai Pittsburgh Steelers come ottavo assoluto nel Draft NFL 1971 vincendo con essi il Super Bowl IX e il Super Bowl X. Nell'agosto 1978 fu scambiato coi Bills per il tight end Paul Seymour. Seymour tornò agli Steelers quando fallì un test fisico mentre Lewis rimase ai Bills e Pittsburgh non ricevette alcuna compensazione per lo scambio. A Buffalo fu convocato per il suo unico Pro Bowl nel 1981 quando ricevette un primato personale di 1.244 yard.

## Palmarès

### Franchigia
- Super Bowl : 2

Pittsburgh Steelers: IX, X
- American Football Conference Championship: 2

Pittsburgh Steelers: 1974, 1975

### Individuale
- Convocazioni al Pro Bowl: 1

1981

## Statistiche
| Partite totali         | 155   |
| Ricezioni              | 397   |
| Yard ricevute          | 6.724 |
| Touchdown su ricezione | 40    |